# 함자 (수학)
범주론에서 함자(函子, 영어: functor 펑크터[*] /ˈfʌŋktə(r)/)는 두 범주 사이의 함수에 해당하는 구조로, 대상을 대상으로, 사상을 사상으로 대응시킨다.  함자는 작은 범주의 범주의 사상으로 볼 수 있다.
함자의 개념은 대수적 위상수학에서 위상 공간에 대해 기본군 등의 대수적 구조를 대응시키면서 나타났다. 현재는 현대 수학의 거의 모든 분야에서 다양한 범주들 사이의 관계를 나타내기 위해 함자의 개념을 사용한다.

## 정의
{\displaystyle C}와 {\displaystyle D}가 범주라 하자. 이때 {\displaystyle C}와 {\displaystyle D} 사이의 함자 {\displaystyle F\colon C\to D}는 다음과 같은 데이터로 구성된다.
- {\displaystyle C}의 임의의 대상 X에 대해 대응되는 D의 대상 {\displaystyle F(X)}
- {\displaystyle C}의 임의의 사상 {\displaystyle f\colon X\to Y}에 대해 대응되는 D의 사상 {\displaystyle F(f)\colon F(X)\to F(Y)}

이 데이터는 다음 두 조건을 만족시켜야 한다.
- (항등사상의 보존) {\displaystyle F(\operatorname {id} _{X})=\operatorname {id} _{F(X)}}
- (사상 합성의 보존) {\displaystyle C}의 임의의 사상 {\displaystyle f\colon X\to Y}와 {\displaystyle g\colon Y\rightarrow Z}에 대해 {\displaystyle F(g\circ f)=F(g)\circ F(f)}

다시 말해, 함자는 항등사상과 사상의 합성을 보존한다.
정의역과 공역이 같은 범주인 함자를 자기 함자(自己函子, 영어: endofunctor 엔도펑크터[*])라고 한다. 자기 함자는 작은 범주로 이루어진 범주 {\displaystyle \operatorname {Cat} }의 자기 사상이기도 하다.

### 공변함자와 반변함자
수학에서는 사상의 방향을 바꾸는 함자를 생각해야 하는 경우도 많이 있다. 따라서 {\displaystyle F}가 {\displaystyle C}에서 {\displaystyle D}로의 반변함자(反變函子, 영어: contravariant functor)는 다음과 같은 데이터로 구성된다.
- {\displaystyle C}의 임의의 대상 {\displaystyle X}에 대해 대응되는 {\displaystyle D}의 대상 {\displaystyle F(X)}
- {\displaystyle C}의 임의의 사상 {\displaystyle f\colon X\to Y}에 대해 대응되는 {\displaystyle D}의 사상 {\displaystyle F(f)\colon F(Y)\to F(X)}

이 데이터는 다음 두 조건을 만족시켜야 한다.
- (항등사상의 보존) {\displaystyle F(\operatorname {id} _{X})=\operatorname {id} _{F(X)}}이다.
- (사상 합성의 반변) {\displaystyle C}의 임의의 사상 {\displaystyle f\colon X\to Y}와 {\displaystyle g\colon Y\rightarrow Z}에 대해 {\displaystyle F(g\circ f)=F(f)\circ F(g)}

즉, 반변함자가 합성사상을 보낼 때 두 사상의 순서가 바뀐다. 위에서 정의한 사상의 방향을 바꾸지 않는 보통의 함자는 반변함자와 구분하기 위해 공변함자(共變函子, 영어: covariant functor)라고 한다. 다른 방법으로, 범주의 반변함자를 것을 그 쌍대범주의 공변함자로서 정의할 수도 있다. 일부 저자들은 모든 함자를 공변적으로 서술하는 쪽을 선호하며, 따라서 {\displaystyle F:C\rightarrow D}가 반변함자라고 말하는 대신 {\displaystyle F:C^{op}\rightarrow D}(혹은 {\displaystyle F:C\rightarrow D^{op}})가 (공변)함자라고 말한다.

## 예
- 상수 함자(영어: identity functor): {\displaystyle C}의 모든 대상에 대해 {\displaystyle D}의 특정한 대상 {\displaystyle X}를 대응시키고, {\displaystyle C}의 모든 사상에 대해 X 상의 항등사상을 대응시키는 함자를 상수 함자 혹은 선택 함자라고 한다.
- 대각 함자(영어: diagonal functor): {\displaystyle D}의 대상 {\displaystyle X}를 {\displaystyle X} 상의 상수 함자로 보내는 함자를 대각 함자라고 한다. 이는 {\displaystyle D}에서 함자 범주 {\displaystyle D^{C}}로의 함자이다.

## 역사
‘독일어: Funktor 풍크토어[*]’라는 단어는 원래 철학자 루돌프 카르나프가 1934년에 언어철학에 대한 저서 《언어의 논리적 구문》(독일어: Logische Syntax der Sprache)에서 정의한 용어다.
사무엘 에일렌베르크와 손더스 매클레인이 1945년에 카르나프의 용어를 ‘영어: functor 펑크터[*]’로 수학에 차용하여 도입하였다. 이에 대하여 에일렌베르크와 매클레인은 다음과 같이 적었다.
| “ | 범주를 정의한 이유는 함자를 정의하기 위해서이고, 함자를 정의한 이유는 자연 변환을 정의하기 위해서이다. […] “category” has been defined in order to be able to define “functor” and “functor” has been defined in order to be able to define “natural transformation”. | ” |
|   | — :18 |   |

## 같이 보기
- 칸 확대